# Golpe de Estado en Gabón de 1964

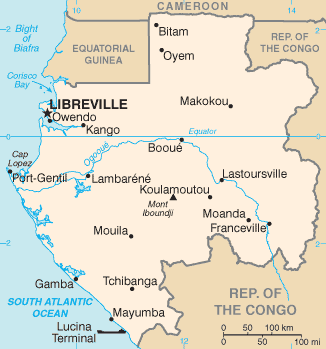
Mapa de Gabón.

El Golpe de Estado en Gabón de 1964 fue organizado entre el 17 y 18 de febrero de 1964 por militares gaboneses que se levantaron contra el presidente gabonés Léon M'ba. Antes del golpe de Estado, Gabón era visto como uno de los países más estables políticamente de África. El golpe resultó de la disolución por M'ba del poder legislativo gabonés el 21 de enero de 1964; y durante la toma de poder con pocas bajas, los 150 golpistas prendieron a M'ba y varios oficiales de su gobierno. A través de Radio Libreville, pidieron al pueblo gabonés mantener la calma y garantizaron que la política exterior pro-Francia del país permanecería inalterada. Un gobierno provisional fue formado, y los líderes del golpe invistieron al diputado Jean-Hilaire Aubame, que era el principal adversario político de M'ba y no estaba involucrado en el golpe, como presidente. Mientras tanto, M'ba fue enviado a Lambaréné, a 250 km de Libreville. No hubo gran revuelta o reacción de la población cuando recibieron la noticia del golpe, lo que los militares interpretaron como una señal de aprobación.
Luego de ser informado del golpe por el jefe del Estado Mayor de Gabón Albert-Bernard Bongo, el presidente francés Charles de Gaulle decidió restaurar el gobierno de M'ba, aplicando un tratado de 1960 firmado entre el gobierno depuesto y el de Francia, cuando Gabón se independizó. Con ayuda de paracaidistas franceses, el gobierno provisional fue derrocado durante la noche del 19 de febrero y M'ba fue restablecido como presidente. Posteriormente, M'ba aprisionó a más de 150 de sus oponentes, prometiendo que no habría "perdón o ninguna piedad", mas sin "castigo total". Aubame fue condenado a 10 años de trabajos forzados y 10 años de exilio, una sentencia que más tarde fue conmutada. Durante este tiempo, el presidente envejecido se volvió cada vez más recluso, optando por quedarse en su palacio presidencial, bajo protección de las tropas francesas. Tres años después, M'ba fue diagnosticado con cáncer, y murió el 28 de noviembre de 1967.